# Castle Romeo

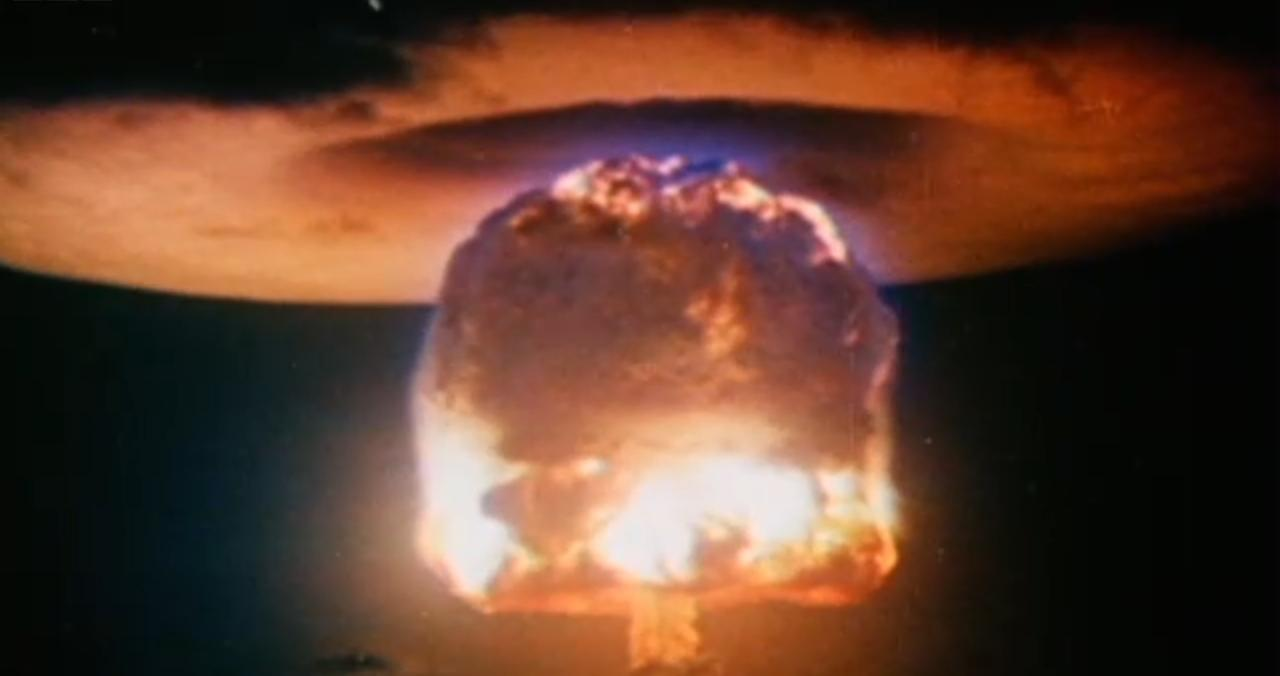
A Castle Romeo kísérleti robbantás gombafelhője

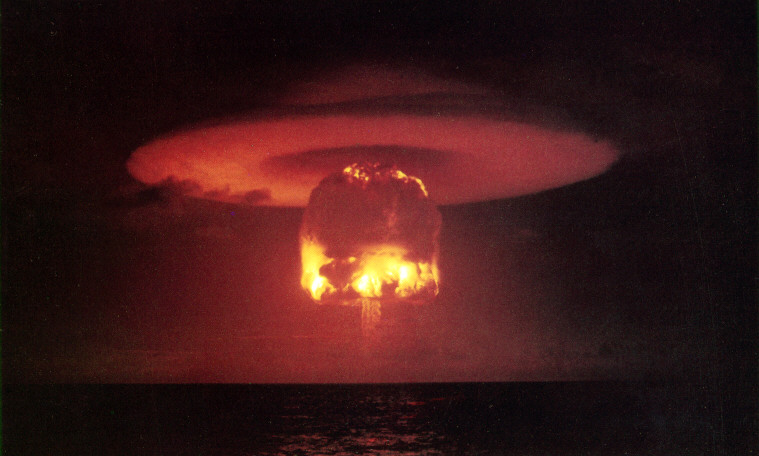
A gombafelhő fölött jól megfigyelhető a jégsapka

Castle Romeo volt a fedőneve az Egyesült Államok Castle nevű nukleáris tesztsorozata egyik kísérleti atomrobbantásának. Ez volt a TX-17 kódnevű termonukleáris fegyver első tesztje.
A bomba úgynevezett "száraz" fúziós szerkezet volt: a fúziós szakaszban üzemanyagként lítium-deuteridet használt, szemben a hidrogénbombák első generációjában - így az Ivy Mike-ban is - alkalmazott folyékony deutériummal.
A Castle Romeo teszt során használt, "runt"-nak elnevezett szerkezet abban különbözött a röviddel előtte, a Castle Bravo tesztben felrobbantott "Shrimp"-től, hogy a lítium-deuteridben található lítiumot természetes lítiumból nyerték (lítium-6 és lítium-7 izotópok elegye, amelyben az előző aránya 7,5%). A Bravo teszben használt bomba dúsított lítiumot (a lítium-6 aránya 40%) tartalmazott.
Többszöri elhalasztás után a bombát 1954. március 27-én robbantották fel a Bikini-atollon (Marshall-szigetek) a Castle Bravo kráterének közepén lehorgonyzott bárkán. Ez volt az első ilyen jellegű teszt, ahol a szerkezetet szükségképpen egy úszó platformon helyezték el, ugyanis a nagy energiájú termonukleáris robbantások teljesen megsemmisítették a kis szigeteket, amikre telepítették őket.
A Bravo teszthez hasonlóan a Romeo is "megszaladt" ugyanazon ok miatt és a jósoltnál (4 Mt) sokkal nagyobb hatóerejű robbanást (11 Mt) eredményezett. Ez volt az Egyesült Államok által felrobbantott harmadik legnagyobb hatóerejű hidrogénbomba.
Az Ivy Mike és Castle Bravo tesztekhez hasonlóan a Castle Romeo energiahozamának is szignifikáns hányadát (7 megatonnát) a természetes urán burkolatból származó gyors hasadás adta.

## Külső hivatkozások
- Complete List of All U.S. Nuclear Weapons (angolul)
- Operation CASTLE Commander's Report (1954) (angolul)
- Military Effects Studies on Operation CASTLE (1954) (angolul)
- Operation Castle (angolul)

## Fordítás
- Ez a szócikk részben vagy egészben  a   Castle Romeo című angol Wikipédia-szócikk fordításán alapul.  Az eredeti cikk szerkesztőit annak laptörténete sorolja fel. Ez a jelzés csupán a megfogalmazás eredetét és a szerzői jogokat jelzi, nem szolgál a cikkben szereplő információk forrásmegjelöléseként.